# Abdi Sinimo
Abdi Sinimo (Somali Cabdi Siniimoo, arabisch سنيمو, Abdi Deqsi Warfa, geb. 1920; gest. 1967) war ein somalischer Sänger, Songwriter und Dichter. Auf ihn geht das musikalische Genre des Balwo zurück, welches Vorläufer des Heelo war.

## Leben

### Jugend
Sinimo wurde in den 1920ern in Jaarahorato geboren, einem Dorf, ca. 40 km nordöstlich des heutigen Borama, Somaliland. Er entstammt dem Clan der Gadabuursi (Reer Nuur) und war der vierte Sohn in einer Familie mit 18 Kindern. Obwohl er damals im Distrikt Borama geboren wurde, verbrachte er den größten Teil seines Lebens in Dschibuti und arbeitete für die Hafenbehörde von Dschibuti als Fahrer eines Umschlaglastwagens auf der Route von der Stadt Dschibuti über Dire Dawa nach Addis Abeba.

### Musikalische Karriere
In einem Interview mit Abdullahi Qarshe bekräftigte er, dass „moderne Musik zur Zeit von Abdi Sinimo in der Luft lag, der weithin als das Genie angesehen wird, das sie formuliert und ins Ganze gegliedert hat und der ihr daher wohlverdiente Anerkennung und Ehre einbrachte“ („modern music was in the air at the time of Abdi Sinimo, who is widely regarded as the genius who formulated and organized it into the belwo and thus took well deserved credit and honor for it“).
Die erste Band, die Sinimo gründete, entstand 1944 in Borama, als er mit dem Fernfahren aufhörte und sich ganz der Musik widmete. Sie hieß Balwo. Bandmitglieder waren:
- Abdi Deqsi Warfa (Abdi Sinimo)
- Kobali Ashad
- Hussen Are Mead
- Hashi Warsame
- Khadija Eye Dharar (Khadija Balwo)
- Nuriya Atiq

Das folgende Gedicht von Abdi Sinimo, welches er 1943 zum ersten Mal summte, als er einen kaputten Lastwagen reparierte gilt als Ursprung des Balwo-Genre und der nordsomalischen Liedtradition.

“Balwoy! Hoy balwoy
Waha i baleyey mooyaan
Waha i baleyey babur
Waha i baleyey berguba...”

„Balwoy! O Balwoy Ich weiß nicht, was mich leiden machte, es ist ein LKW der mich leiden ließ, Berguba, sie ist es, die mich leiden ließ.“